# Triplet de Gelfand
En analyse fonctionnelle, le triplet de Gelfand (aussi triplet de Banach-Gelfand ou triade hilbertienne ou rigged Hilbert space) est un espace-triplet {\displaystyle (V,H,V^{*})} consistant en un espace de Hilbert {\displaystyle H}, un espace de Banach (ou plus généralement un espace vectoriel topologique) {\displaystyle V} et son dual topologique {\displaystyle V^{*}}. L'espace {\displaystyle V} est choisi tel que {\displaystyle V} soit un sous-espace dense dans {\displaystyle H} et que son inclusion soit continue. Cette construction a l'avantage que les éléments de {\displaystyle H} peuvent être exprimés comme des éléments de l'espace dual {\displaystyle V^{*}} en utilisant le théorème de représentation de Fréchet-Riesz.
Le triplet de Gelfand porte le nom de Israel Gelfand.

## Definition
Soit {\displaystyle (H,\langle \cdot ,\cdot \rangle _{H})} un espace de Hilbert séparable et {\displaystyle V\subset H} un espace de Banach réflexif et dense dans {\displaystyle H} avec une inclusion {\displaystyle i_{1}:V\hookrightarrow H} continue. Soient {\displaystyle H^{*}} et {\displaystyle V^{*}} les espaces duals correspondants. La séparabilité de {\displaystyle H} garantit l'existence d'un sous-espace dense dans {\displaystyle H}.
Il découle de ces propriétés que l'inclusion dense suivante est vérifiée
{\displaystyle V\subset H\subset V^{*},}
où {\displaystyle H} est identifié à {\displaystyle H^{*}}. {\displaystyle H} est appelé l'espace pivot.
Alors pour tout {\displaystyle h\in H,v\in V}, on a :
{\displaystyle \langle h,v\rangle _{H}={}_{V^{*}}\langle h,v\rangle _{V},}
où le côté droit désigne le crochet de dualité. 
Le triplet {\displaystyle (V,H,V^{*})} est appelé triplet de Gelfand.

### Dérivation de l'inclusion
On peut montrer que {\displaystyle H^{*}\subset V^{*}} est également dense et que l'inclusion {\displaystyle i_{2}:H^{*}\hookrightarrow V^{*}} est continue. Pour un {\displaystyle \varphi \in H^{*}} et {\displaystyle x\in H}, on définit la paire duale
{\displaystyle {}_{H^{*}}\langle \varphi ,x\rangle _{H}:=\varphi (x).}
Pour chaque {\displaystyle \varphi \in H^{*}} il existe une représentation de Riesz unique {\displaystyle h_{\varphi }\in H} telle que
{\displaystyle {}_{H^{*}}\langle \varphi ,x\rangle _{H}=\langle x,h_{\varphi }\rangle _{H}}
pour tout {\displaystyle x\in H}. On peut donc identifier {\displaystyle H\cong H^{*}} et donc l'inclusion suit
{\displaystyle V\subset H\subset V^{*},}
et l’inclusion {\displaystyle i_{3}:H\hookrightarrow V^{*}} est continue.

### Cas général
Dans le cas général, {\displaystyle V} n'est pas un espace de Banach mais seulement un espace vectoriel topologique. Le triplet {\displaystyle (V,H,V^{*})} est aussi appelé triplet de Gelfand et {\displaystyle H^{*}\subset V^{*}} est également dense et l'inclusion {\displaystyle i_{2}:H^{*}\hookrightarrow V^{*}} est continue.

## Exemples
- Soient  {\displaystyle L^{2}(\mathbb {R} ^{n})} l’espace de Hilbert des fonctions de carré intégrable sur {\displaystyle \mathbb {R} ^{n}} (qui est un cas particulier d’espace Lp), {\displaystyle {\mathcal {S}}(\mathbb {R} ^{n})} l'espace de Schwartz et {\displaystyle {\mathcal {S}}'(\mathbb {R} ^{n})} l'espace de distributions tempérées. Alors le triplet {\displaystyle ({\mathcal {S}},L^{2},{\mathcal {S}}')} est un triplet de Gelfand.
- Soient {\displaystyle \ell ^{1},\ell ^{2},\ell ^{\infty }}les espaces de suites classiques. Alors le triplet {\displaystyle (\ell ^{1},\ell ^{2},\ell ^{\infty })} est un triplet de Gelfand.